# Оселівські стоянки
Оселівські стоянки — кілька палеолітичних пам'яток в околицях с. Оселівка Кельменецького району Чернівецької області, серед яких центральне місце займає багатошарова стоянка Оселівка I (Кишла Неджимова). Відкрита вона 1923 р. румунським дослідником Ч. Амброжевичем. 1966—68 і 1985—86 розкопки тут вела Дністрянська експедиція під керівництвом О. Черниша. На розкопаній площі (бл. 500 м²) виявлені залишки 4 різночасових поселень, що датуються добою середнього та пізнього палеоліту, мезоліту. Знайдені залишки викопної фауни (мамонт, північний олень, кінь, зубр) і численні знаряддя праці з кременю (скребла, ножі, скобелі, скребки, розтирачі і відбійники).